# James Charles Henry Colquhoun
James Charles Henry Colquhoun (Chevalier de Colquhoun) est un diplomate britannique puis rentier résidant à Cannes né le 1er février 1824 à Londres et mort le 22 mars 1891 à Cannes. 

## Biographie
James Charles Henry Colquhoun naît le 1er février 1824 à Londres en Grande-Bretagne. Fils de James Colquhoun (en) et petit-fils de Patrick Colquhoun, il est le descendant d'une vieille famille écossaise,. Il épouse Louisa Marrable (1821-1888). 
Il est, depuis 1855, l'un des premiers hivernants britanniques à Cannes sur la Côte d'Azur en France où, rentier, après avoir abandonné la carrière diplomatique, il s'installe en 1857 et où, excentrique et très apprécié par la population parce que parlant le provençal, il est connu sous le titre de Chevalier de Colquhoun,. Alors que la colonie britannique a commencé à s'installer sur la colline de la Croix-des-Gardes à l'ouest de Cannes, il fait construire en 1857 une première villa Mimosa (disparue) à l'est, sur le chemin de la Croisette où ne sont encore que des dunes, dans le quartier des Gabres au début de la presqu'île, juste après le ruisseau de la Baume,, sur le terrain de onze cent soixante dix neuf centiares constitué de lais et relais de mer qu'il a acheté à la ville de Cannes à laquelle il a rétrocédé gratuitement en 1865 les terrains d'une largeur de 5 mètres sur toute la longueur de sa propriété pour permettre l'agrandissement de la promenade.
Sportif, il est réputé, comme son frère Patrick (en), pour être un remarquable rameur. Il est à l'origine, avec entre autres Eugène Tripet-Skryptzine, Léopold Bucquet et Victor Béchard, de la création, le 25 avril 1859, de la Société des Régates de Cannes,,. Le 9 avril 1974 il est nommé à la présidence du Cercle nautique qu'il assure pendant trois ans,.
En 1878, Louis Hourlier construit pour lui sur l'avenue de la Californie la Villa Mimosa recensée dans le cadre de l'étude du patrimoine balnéaire de Cannes,. 
Il est également membre du conseil d'administration de l'église Saint-Georges de Cannes, au nom de laquelle il intervient auprès de l'évêque.
Il meurt à Cannes, dans sa villa de la Californie, le 22 mars 1891, trois ans après sa femme Louisa morte le 20 janvier 1888. Leur fille Florence, née le 6 août 1856, mariée le 27 juillet 1896 à Isaac Demole et morte le 16 novembre 1931, est inhumée au cimetière du Grand Jas. Leur fille Isabella épouse William Pery, comte de Limerick, en 1877 puis, devenue veuve, se remarie avec le major Sir Edmund Elliot (en) en 1898 ; elle meurt le 10 novembre 1927,. 
Un rosier rouge obtenu par Gilbert Nabonnand est baptisé Chevalier de Colquhoun.